# Dipéo
Dipéo est une commune rurale située dans le département de Loropéni de la province du Poni dans la région Sud-Ouest au Burkina Faso.

## Géographie
Situé au nord du département, Dipéo se trouve à environ 35 km au nord du centre de Loropéni, le chef-lieu, et de la route nationale 11, ainsi qu'à 35 km à l'ouest de Bouroum-Bouroum.

## Histoire
Dipéo a été fondé à la fin du XIXe siècle par l'ethnie Dogossè (incluse dans le groupe des Gourmantché) qui est venue peupler le nord de la région de Loropéni avec les Gan et les Dioula.

## Santé et éducation
Dipéo accueille un centre de santé et de promotion sociale (CSPS) tandis que le centre médical se trouve à Kampti et que le centre hospitalier régional (CHR) de la province se trouve à Gaoua.